# 金児憲史
金児 憲史（かねこ のりひと、1978年9月14日 - ）は、日本の俳優、歌手。広島県福山市出身。

## 略歴
広島修道大学在学中 であった2000年に、石原プロモーション主催の「オロナミンC 1億人の心をつかむ男 新人発掘オーディション〜21世紀の石原裕次郎を探せ!〜」で、52005人の応募者の中から選ばれ石原プロ入り。同年『はみだし刑事情熱系スペシャル』で俳優としてデビューした。
2015年2月3日、テレビ朝日系ドラマ『下北サンデーズ』(2006年)で知り合った女優の楊原京子と2014年9月14日に入籍したことを明らかにした。挙式は厳島神社で行った。
2018年7月17日、石原裕次郎のカバーシングル「夜霧よ今夜も有難う」とカバー曲のアルバムでテイチクレコードより歌手デビュー。
2020年5月1日、第1子男児が誕生。
2021年1月の石原プロモーションの事実上解散に伴い、2020年8月31日で石原プロを脱退。同年9月1日付けで、妻の楊原が所属する「スタッフ・テン」（スタッフ・アップグループ）に移籍する。
2022年4月19日、第2子女児が誕生。

## 人物
身長188cm。血液型B型。広島修道大学商学部国際商学科卒業。
特技は乗馬、ピアノ、ギター、空手3段、殺陣、居合い3段。資格は 普通自動車免許、大型自動二輪、大型自動車免許、小型船舶一級。
広島東洋カープの大ファンで、マツダスタジアムの大型ビジョンで流れる応援歌「それ行けカープ 〜若き鯉たち〜」のリレー映像出演が夢。

## 出演

### テレビドラマ

#### NHK総合
- 新宿鮫 氷舞（2002年4月29日 - 5月2日、BSハイビジョン）
- 大河ドラマ
  - 功名が辻（2006年） - 加藤清正
  - 八重の桜（2013年） - 二階堂衛守
  - 光る君へ（2024年） - 大神守宮
- NHK正月時代劇 隠密秘帖（2011年1月1日） - 佐野善左衛門
- 土曜ドラマスペシャル 使命と魂のリミット（2011年11月5日、12日） - 坂本純平
- 純と愛 第17週（2013年1月21日 - 1月23日） - 満田
- プレミアムドラマ そこをなんとか2（2014年8月31日、NHK BSプレミアム） - 大牟田五郎
- 大岡越前3 第5話（2016年2月12日、NHK BSプレミアム） - 魚勝
- 藤子・F・不二雄 SF短編ドラマ シーズン2「鉄人をひろったよ」（2024年4月7日、NHK BS）[11]

#### 日本テレビ系
- 明治生命ドラマスペシャル 夏休みのサンタさん（2001年9月4日） - 鳴海武史
- 華麗なるスパイ（2009年7月18日 - 9月26日） - 小牧勇夫/ペガサス
- 35歳の高校生 第5話（2013年5月11日） - ケンジ
- ドS刑事 第9話（2015年6月6日） - 藤田
- 約束のステージ 〜時を駆けるふたりの歌〜（2019年2月22日）[12] - 池永兆治
- 逃亡医F 第1話（2022年1月15日） - 真鍋チーフ
- パンドラの果実〜科学犯罪捜査ファイル〜 最新章SP （2024年6月16日）[13]

#### TBS系
- 月曜ミステリー劇場 スクープ（2002年10月14日）
- パパとムスメの7日間（2007年7月1日 - 8月19日） - 前田幸一
- 月曜ゴールデン
  - 警部・柘植京介（2010年9月13日）
  - 看取りの医者 バイク母さんの往診日誌（2011年12月12日） - 矢沢博人
  - 漬けモノ学者・竹之内春彦 京都殺人100選（2012年9月10日） - 内藤康平
  - 十津川警部シリーズ52（2014年5月12日） - 柏智樹
  - SP 八剱貴志（2015年8月31日） - 佐竹透
- 帰郷（2011年12月23日、年末ドラマスペシャル） - 武居秀剋
- 月曜名作劇場
  - 天下御免トラック野郎 銀ちゃんの事件街道!（2016年9月26日） - 香川健介

#### フジテレビ系
- 金曜プレステージ
  - 山村美紗サスペンス・赤い霊柩車シリーズ29「慟哭の再会」（2012年4月13日） - 笠原
  - 悪党（2012年11月30日） - 寺田正志
  - 山村美紗サスペンス・赤い霊柩車シリーズ38「結婚ゲーム」（2020年4月3日） - 沢田圭一
- ミナミの帝王ZERO（2019年4月26日 - 6月28日、関西テレビ） - 萬田浩一郎[14]

#### テレビ朝日系
- はみだし刑事情熱系スペシャル（2000年） - 犯人
- 土曜ワイド劇場
  - 科学捜査研究所・文書鑑定の女 第1話（2002年2月2日）
  - 温泉 (秘) 大作戦13（2014年3月29日） - 板野譲治
  - タクシードライバーの推理日誌36（2014年12月13日） - 小橋
  - 監察官・羽生宗一〜毒ハブと呼ばれる男!!4（2016年3月5日） - 伊藤良樹
- 逮捕しちゃうぞ（2002年10月17日 - 12月12日） - 高木浩志
- 金曜ナイトドラマ ああ探偵事務所（2004年7月2日 - 9月17日） - 曽根慎太郎
- 西部警察 SPECIAL（2004年10月31日） - 堀内昌兵・刑事
- スペシャルドラマ 弟 第4夜（2004年11月20日） - 渡哲也 ※当時の渡になり切るため、髪型や仕草を研究して臨んだ。
- アストロ球団（2005年） - 峠球四郎
- 倉本聰ドラマスペシャル 祇園囃子（2005年9月24日）
- 風林火山（2006年1月8日） - 高坂弾正
- 警視庁捜査一課9係 第1 - 第3・第7シリーズ（2006年4月 - 2008年6月・2012年9月） 、特捜9 第2シリーズ（2019年5月15日） - 宮原礼二
- 下北サンデーズ（2006年7月13日 - 9月7日） - ジョー大杉
- マグロ（2007年1月4日・5日）
- 遠山の金さん（2007年1月16日 - 3月20日） - 三浦真次郎
- おいしいごはん 鎌倉・春日井米店 第7話（2007年12月6日） - 若頭
- ビートたけし×松本清張 点と線（2007年11月24日・25日） - 児島刑事
- パズル（2008年4月18日 - 6月20日） - 大道吾郎
- 柳生一族の陰謀（2008年9月28日） - 柳生又十郎
- スペシャルドラマ 告知せず（2008年11月15日） - 佐久間正
- 歌のおにいさん（2009年1月16日 - 3月13日） - 小山克己
- ナサケの女〜国税局査察官〜 第1話（2010年10月21日） - 愛川リュウジ
- Dr.伊良部一郎 最終話（2011年3月27日） - 平尾健太
- ドラマスペシャル SP〜警視庁警護課（2011年10月8日） - 真田信二
- 匿名探偵 最終話（2014年9月5日） - 北山秀樹
- ママが生きた証（2014年） - 平尾医師
- 特捜9 season2 第6話（2019年5月15日）
- 鉄道捜査官19（2021年8月2日） - 今村栄
- 今日からヒットマン 第1話・第2話（2023年10月27日・11月3日） - 鷲男（ヒットマン）
- 家政夫のミタゾノ 第7シーズン 第2話（2025年1月21日） - 朝霧良一 役[15][16]

#### テレビ東京系
- 水曜ミステリー9
  - 神楽坂署生活安全課 シリーズ（2005年5月 - ） - 警視庁神楽坂警察署 生活安全課 刑事 永江昇一郎
  - トカゲの女 警視庁特殊犯罪バイク班2（2015年8月12日） - 警視庁捜査一課特殊犯捜査係 第二係 警部補 小杉徹
- ミッドナイト・ジャーナル (本城雅人)（2018年） - 河村裕也
- ウルトラマンZ 第11・12・14話（2020年9月5日・12日・26日） - ナツカワ マサル

### 配信ドラマ
- パンドラの果実〜科学犯罪捜査ファイル〜 Season3 第3話 - 第5話（2024年6月30日 - 、Hulu） - 皆川隆司 役[13]

### テレビバラエティ・情報番組
- 世界ウルルン滞在記「ケニアのオキエク族に…金児憲史が出会った」（2001年7月22日、TBS系）
- テレビ派（2019年 - 2021年、広島テレビ）
  - 木曜コーナー「てご侍」（2019年4月11日 - 2020年3月）西口真央アナウンサーとコンビで出演
  - 水曜コーナー「あつあつ鉄板カーが行く!」（2020年4月 - 2021年3月）

### 映画
- 逆境ナイン（2005年7月2日公開） - 日の出商業高等学校 大門
- 男たちの大和（2005年12月17日公開） - 町村一等兵曹
- 自虐の詩（2007年10月27日公開） - 船場巡査
- 日輪の遺産（2011年8月27日公開） - 伝令の男：謎の将校
- 相棒 -劇場版III- 巨大密室! 特命係 絶海の孤島へ（2014年4月26日公開） - 因幡義典
- グラスホッパー（2015年11月7日公開） - 寺原Jr
- 人生の約束（2016年1月9日公開）
- 探偵ミタライの事件簿 星籠の海（2016年6月4日公開） - 北王子
- KADOKAWA こいのわ～婚活クルージング（2017年11月18日公開）
- カスリコ（2019年6月22日公開）
- 大綱引の恋（2020年5月7日公開）
- キングダム 大将軍の帰還（2024年7月12日公開、東宝 / ソニー・ピクチャーズ エンタテインメント） -魏加

### 舞台
- 友情 秋桜のバラード（2009年）
- カラミティ・ジェーン（2012年）
- a Novel 文書く show（2024年）[17]

### CM
- 日清食品「ラ王」
- 宝酒造「松竹梅 天」
- スズキ　スペーシアカスタム（2013年・舘ひろし、徳重聡、宮下裕治と共演）

## ディスコグラフィー

### シングル
- 夜霧よ今夜も有難う（2018年7月17日、テイチクレコード、TECA-13853）

1. 夜霧よ今夜も有難う
2. 粋な別れ
3. 夜霧よ今夜も有難う（オリジナル・カラオケ）
4. 粋な別れ（オリジナル・カラオケ）

### アルバム
- 夜霧よ今夜も有難う～金児憲史が歌い継ぐ裕次郎の名曲達～（2018年7月17日、テイチクレコード、TECE-3494）

1. 夜霧よ今夜も有難う
2. 狂った果実
3. 俺は待ってるぜ
4. 錆びたナイフ
5. 赤いハンカチ
6. 俺はお前に弱いんだ
7. 泣かせるぜ
8. サヨナラ横浜
9. 恋の町札幌
10. 昭和たずねびと
11. みんな誰かを愛してる
12. 北の旅人